# 福島県道271号磯部日下石線

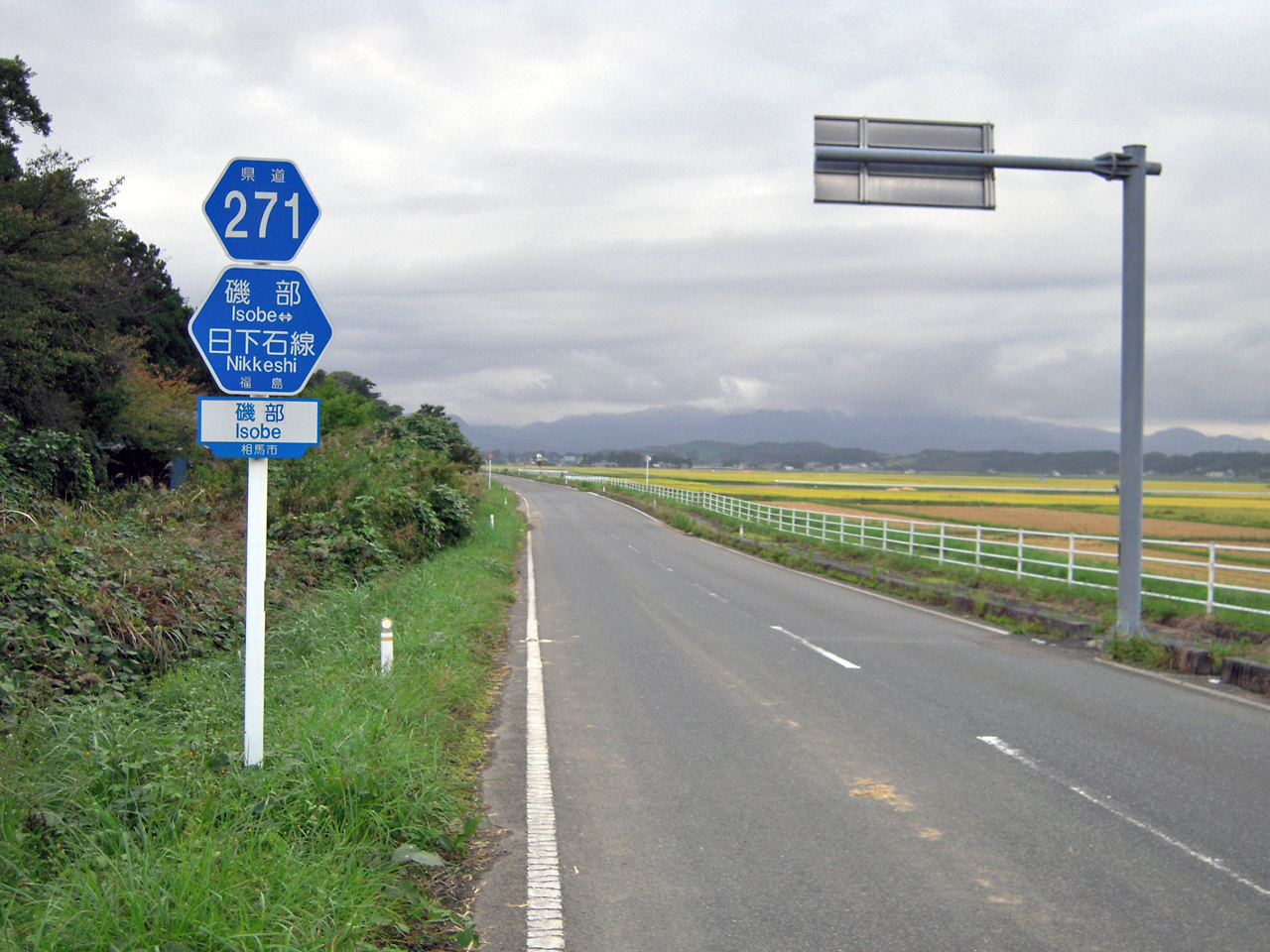
相馬市磯部付近（2008年10月）

福島県道271号磯部日下石線（ふくしまけんどう271ごう いそべにっけしせん）は、福島県相馬市内を通る一般県道である。

## 路線概要
- 起点：相馬市磯部字芹谷地
- 終点：相馬市日下石字高根沢
- 総延長：4.011km[1]
  - 実延長：総延長に同じ
- 路線認定年月日：1959年8月31日[2]

### 道路施設
大迎橋
- 全長：31.2m
- 幅員：7.8m
- 竣工：1973年[3]

大迎橋側道橋
- 全長：31.7m
- 幅員：3.3m
- 竣工：1995年

日下石字堂田、字鳥喰から字諏訪に至り、二級水系日下石川を渡る。町場川との合流点の直下流に位置し、上り線側に側道橋が架設されている。

## 通過する自治体
- 相馬市

## 接続・交差する道路
- 福島県道74号原町海老相馬線（磯部字芹谷地 起点）
- 国道6号（日下石字高根沢（高根沢橋交差点） 終点）

## 沿線
- 町場川